# Team Toussaint
 (avril 2016).
Si vous disposez d'ouvrages ou d'articles de référence ou si vous connaissez des sites web de qualité traitant du thème abordé ici, merci de compléter l'article en donnant les références utiles à sa vérifiabilité et en les liant à la section « Notes et références ».
Team Toussaint, la matinale info appelée également #TeamToussaint est une émission de télévision française, matinale d'information d'iTELE, présentée par Bruce Toussaint et diffusée du 26 août 2013, en direct, du lundi au vendredi de 06 h 57 à 10 h, et jusqu'au 1er juillet 2016.

## Concept
Entouré de son équipe de journalistes, Bruce Toussaint est aux commandes de la matinale et propose de décrypter l'information dans toute sa globalité : faits d'actualité, économie, culture, sport et politique sont analysés par les spécialistes, en détail.

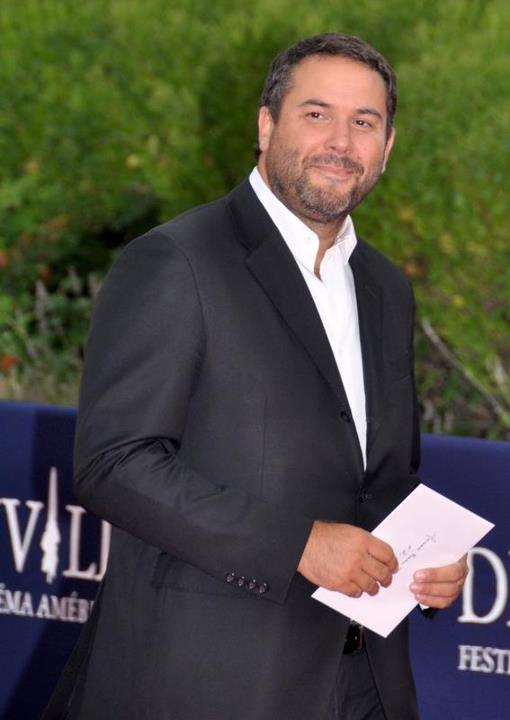
Bruce Toussaint, présentateur de la Team Toussaint, depuis sa création en 2013.

## Historique
À la suite de l'arrêt de La Matinale de Canal+, le groupe recherche une nouvelle matinale d'information et Bruce Toussaint, ayant déjà été à la tête de cette dernière à l'époque sur la chaîne crypté, est chargé de prendre la relève. Depuis la création de la matinale info, Florent Peiffer et Amandine Bégot sont les jokers officiel de Bruce Toussaint, lors de ses absences ponctuelles.

## Chroniqueurs / Présentateurs

### Chroniqueurs / Présentateurs Actuels
- Bruce Toussaint : Présentateur (depuis 2013)
- Amandine Bégot : Le JT / La Revue de presse / joker de B. Toussaint (depuis 2013)
- Marie Colmant : Chronique culturelle (depuis 2013)
- Christophe Barbier : Chronique politique (depuis 2013)
- Claire Fournier : Chronique économique (depuis 2014)
- Stéfan Etcheverry : Chronique sportive (depuis 2013)
- Thierry Fréret : Bulletins météo (depuis 2013)
- Gilles Verdez : analyse sportive football (depuis 2013 - occasionnellement)

### Chroniqueurs / Présentateurs remplaçants
- Florent Peiffer : joker de B. Toussaint (depuis 2013)
- Alice Darfeuille : Le JT / La Revue de presse, joker des JT d'Amandine Bégot (depuis 2015)
- Michaël Darmon : Chronique politique, joker (depuis 2013)
- Xavier Leherpeur : Chronique culturelle, joker (depuis 2013)

### Anciens Chroniqueurs / Présentateurs
- Nicolas Bouzou : Chronique économique (2013-2014)
- Christine Ockrent : Chronique Politique-internationale (2013-2014)

## Audiences
Lors de sa première diffusion, le 26 août 2013, la matinale affiche 5,6 % de parts de marché avec un pic d'audience à 1,2 million de téléspectateurs[réf. souhaitée]. 